# Doyle (Texas)
Doyle è un census-designated place (CDP) degli Stati Uniti d'America della contea di San Patricio nello Stato del Texas. La popolazione era di 254 abitanti al censimento del 2010.

## Geografia fisica
Doyle è situata a 27°53′11″N 97°20′35″W (27.886313, -97.343129).
Secondo lo United States Census Bureau, il CDP ha una superficie totale di 2,12 km², dei quali 2,12 km² di territorio e 0 km² di acque interne (0% del totale).

## Società

### Evoluzione demografica
Secondo il censimento del 2010, la popolazione era di 254 abitanti.

### Etnie e minoranze straniere
Secondo il censimento del 2010, la composizione etnica del CDP era formata dall'83,86% di bianchi, lo 0% di afroamericani, il 3,15% di nativi americani, lo 0,39% di asiatici, lo 0% di oceanici, il 9,45% di altre razze, e il 3,15% di due o più etnie. Ispanici o latinos di qualunque razza erano il 43,31% della popolazione.